# 7人的逃脫
《7人的逃脫》（：／）是一部由SBS製播的韓國電視劇，由《皇后的品格》、《Penthouse》系列的金順玉編劇與朱東民導演第三度合作打造，劇情講述一個少女的失蹤交織著無數的謊言和慾望，牽涉其中的七個人遭遇重大事件後所發生的故事。
第1季自2023年9月15日至11月17日間，於金土劇時段播映，續集於2024年3月29日首播，並定名為《7人的復活》。
香港、東南亞、中東及南非等16個地區作為Viu原創劇集獨家播出，台灣則由愛奇藝國際版、HamiVideo、LINE TV、MyVideo購入Viu版權同日跟播。

## 製作
2022年4月26日，SBS證實正積極討論金順玉編劇的新作《7人的逃脫》的編成事宜，本劇也是她和朱東民導演繼《皇后的品格》、《Penthouse》系列後的第三次合作。8月16日，進行讀本會議。
2023年2月14日，確定本劇將製作第2季，並在同年7月6日，完成第1季的拍攝。8月7日，Studio S和製作公司綠蛇傳媒簽署了製作費供給合約，投入462億韓圓製作本劇，全劇共2季33集，每集製作費約14億韓圓。9月14日，透過NaverTV直播製作發表會，嚴基俊、黃正音、李準、李侑菲、尹鐘焄、趙胤熙、趙在允悉數參加。12月29日，第2季正式定名為《7人的復活》，並於2024年3月29日首播。

### 選角
2022年4月26日，媒體報導黃正音、嚴基俊有望擔綱主演。隔日，參演過《皇后的品格》、《Penthouse》系列的尹鐘焄、申恩慶也加入主演陣容。7月14日，李準加入主演陣容，這是他退出《拜託了，機長》後，正式和朱東民合作的作品。8月2日，趙胤熙收到演出提案，並於同月17日正式宣布參演；媒體也於17日揭露曾客串演出《Penthouse 3》的李侑菲加入了演出陣容。
9月22日，正式對外宣布選角結果，除了前述的7名演員外，其餘參演者還包括趙在允、李德華。嚴基俊飾演神秘人物馬修·李；黃正音飾演如慾望化身的電視劇製作公司代表琴羅熙；李準飾演出身黑幫的危險人物閔道赫；李侑菲飾演用謊言包裝人生的校園明星韓莫奈；申恩慶飾演為錢貼上老富翁的婦產科醫師車主蘭；尹鐘焄飾演貪婪的娛樂公司代表梁進謀；趙胤熙飾演為守護珍貴事物而撒謊的美術老師高明智；趙在允飾演來自郊區的警察班長南哲宇；李德華飾演現金富翁方七星。12月9日，宣布尹泰榮時隔6年回歸螢光幕，加入本劇的拍攝。
嚴基俊近年鮮少扮演好人，包括前次在《Penthouse》中也是詮釋惡角，但這次是飾演懲罰7名惡人的角色，他期望本次的演出能夠有別於《Penthouse》的朱丹泰。尹鐘焄解釋，他在《Penthouse》中飾演的河尹哲，是個即便做了壞事，仍會受到良心譴責的人，但此次飾演的梁進謀，是個只以自身利益為重的人。
黃正音某天在替孩子換尿布時，接到選角電話，由於她是金順玉的粉絲，因此二話不說就答應接下演出，這是她繼《他就是那傢伙》後，時隔3年回到螢光幕前，也是首次嘗試惡角。趙胤熙繼《愛情是Beautiful，人生是Wonderful》後，同樣是時隔3年重回螢光幕，也同樣是首次詮釋惡角。趙胤熙想做孩子的榜樣，所以較常接演善良的角色，因此原先收到扮演惡角的演出提案時，相當猶豫。不過，本劇共有7名惡角，令她覺得有趣，且高明智此一角色，不單單只是為了提升地位，也是為了保護家人而說謊作惡。
由於本劇有來自《Penthouse》系列的演員，李準覺得自己宛如新生而感到緊張。金順玉認為閔道赫此一角色很適合李準，李準也為準備動作戲，而前往動作學院上課，但在拍攝時，還是避免不了受傷。李侑菲與趙在允都客串過《Penthouse》，而趙在允聽聞製作本劇的消息後，請託嚴基俊向金順玉、朱東民引薦他，才因此獲得演出機會。
2023年1月31日，媒體透露金基斗正參與本劇的拍攝。3月30日，相關人士證實丹尼·安特別演出本劇，並且已完成拍攝。6月底，韓寶凜、李定泫相繼加入本劇。韓寶凜於劇中飾演為愛而活的盧坪喜，李定泫則飾演監獄房長白益虎。7月31日，A2Z娛樂透露旗下藝人李宥珍參與了本劇的演出，扮演韓莫奈的弟弟韓清秀。
8月17日，宣布由鄭拉爾飾演女高中生方多美。8月24日，宣布徐令姬加入演出陣容，飾演養女的生母出現後，人生從此驟變的朴蘭英，並與首次演出電視劇的音樂劇演員閔永基一同扮演夫妻。8月29日，Fantagio宣布旗下藝人殷瑎成加入劇組，飾演海外留學人士敬秀。同日，池承炫確定參演，飾演以個人利益為重的次長檢察官嚴智萬，而他同時也參演了MBC於同時段播映的金土劇《戀人》，李侑菲的妹妹李多寅則是《戀人》的主演之一。
9月1日，宣布崔鎮鎬扮演沈會長（金日宇飾演）沉默的秘書具江載。9月5日，宣布由金賢飾演韓莫奈的母親尹智淑。9月12日，宣布歌手兼演員李富榮扮演李德華飾演之方七星的秘書黃專務。9月13日，大微笑娛樂證實旗下藝人鄭多恩出演本劇，飾演女高惡霸團體成員之一的宋智雅。9月15日，宣布改名韓多熙的崔嘏恩飾演羅熙的下屬吳海彬。
9月23日，宣布曾參演《Penthouse》的河道權將在當晚播出的第4集中特別演出。10月6日，宣布在《Penthouse》中扮演惡女的金素妍將客串本劇。

### 發行
2023年8月16日，釋出讀本會議影像。8月19日，釋出首支預告，並敲定於9月15日晚間10點正式開播。8月底至9月中旬，陸續釋出2款海報、2支預告、1支宣傳影片以及片頭動畫。
9月23日，SBS放棄隨其他地上波頻道轉播第19屆杭州亞洲運動會開幕式，並將本劇第4集提前至晚間9點50分首播。29日播出的第5集，因轉播亞運其他賽事，順延至晚間10點20分首播，10月5日、6日則暫停播出。為因應單集片長延長，10月13日、28日與11月4日提前至晚間9點50分首播，14日、21日則分別提前至晚間9點40分、9點45分首播。
本劇的電視分級原為15歲以上觀看，但第5、6、9集因內容較為刺激，因此提高至19禁。

### 原聲帶
《7人的逃脫》的首張原聲帶在2023年9月23日下午6點於各數位平台發行，該專輯收錄的單曲《Exit》為本劇的主題曲。該歌曲透過合成器Riff與強烈的低音，反映劇中人物的慾望；副歌中的弦聲與電吉他的組合，則凸顯惡人們為了成功而不擇手段的利己心。

#### Part 1
| 發行日期：2023年9月23日 | 發行日期：2023年9月23日 | 發行日期：2023年9月23日 | 發行日期：2023年9月23日 | 發行日期：2023年9月23日 | 發行日期：2023年9月23日 | 發行日期：2023年9月23日 |
| 曲序                    | 曲目                    |                         | 作曲                    | 编曲                    | 演唱／演奏              | 时长                    |
| ----------------------- | ----------------------- | ----------------------- | ----------------------- | ----------------------- | ----------------------- | ----------------------- |
| 1.                      | Exit                    | Leeseon 孫睿智 Ru       | 孫睿智 Ru Leeseon       | Ru Leeseon 孫睿智       | 頌樂                    | 3:25                    |
| 2.                      | Exit（Inst.）           |                         | 孫睿智 Ru Leeseon       | Ru Leeseon 孫睿智       |                         | 3:23                    |
| 总时长：                | 总时长：                | 总时长：                | 总时长：                | 总时长：                | 总时长：                | 6:48                    |

#### Part 2
| 發行日期：2023年10月14日 | 發行日期：2023年10月14日 | 發行日期：2023年10月14日 | 發行日期：2023年10月14日 | 發行日期：2023年10月14日 | 發行日期：2023年10月14日 | 發行日期：2023年10月14日 |
| 曲序                     | 曲目                     |                          | 作曲                     | 编曲                     | 演唱／演奏               | 时长                     |
| ------------------------ | ------------------------ | ------------------------ | ------------------------ | ------------------------ | ------------------------ | ------------------------ |
| 1.                       | Disappear                | 金成熙 朴秀妍            | 金成熙 朴秀妍            | 金成熙 朴秀妍 崔佑在     | 莉夏·帕克斯              | 3:42                     |
| 2.                       | Disappear（Inst.）       |                          | 金成熙 朴秀妍            | 金成熙 朴秀妍 崔佑在     |                          | 3:42                     |
| 总时长：                 | 总时长：                 | 总时长：                 | 总时长：                 | 总时长：                 | 总时长：                 | 7:24                     |

#### Special Track
| 發行日期：2023年10月21日 | 發行日期：2023年10月21日             | 發行日期：2023年10月21日 | 發行日期：2023年10月21日 | 發行日期：2023年10月21日 | 發行日期：2023年10月21日 | 發行日期：2023年10月21日 |
| 曲序                     | 曲目                                 |                          | 作曲                     | 编曲                     | 演唱／演奏               | 时长                     |
| ------------------------ | ------------------------------------ | ------------------------ | ------------------------ | ------------------------ | ------------------------ | ------------------------ |
| 1.                       | Sunset Kiss                          | 李周炯                   | 李周炯 MooF 權愛珍       | MooF                     | 莫奈                     | 3:06                     |
| 2.                       | Sunset Kiss（Pool Party Ver.）       | 李周炯                   | 李周炯 MooF 權愛珍       | MooF                     | 莫奈                     | 3:14                     |
| 3.                       | Sunset Kiss（Inst.）                 |                          | 李周炯 MooF 權愛珍       | MooF                     |                          | 3:06                     |
| 4.                       | Sunset Kiss（Pool Party Ver. Inst.） |                          | 李周炯 MooF 權愛珍       | MooF                     |                          | 3:14                     |
| 总时长：                 | 总时长：                             | 总时长：                 | 总时长：                 | 总时长：                 | 总时长：                 | 12:40                    |

#### 全碟
| 曲目表   | 曲目表                         | 曲目表            | 曲目表             | 曲目表               | 曲目表      | 曲目表  |
| 曲序     | 曲目                           |                   | 作曲               | 编曲                 | 演唱／演奏  | 时长    |
| -------- | ------------------------------ | ----------------- | ------------------ | -------------------- | ----------- | ------- |
| 1.       | Exit                           | Leeseon 孫睿智 Ru | 孫睿智 Ru Leeseon  | Ru Leeseon 孫睿智    | 頌樂        | 3:25    |
| 2.       | Disappear                      | 金成熙 朴秀妍     | 金成熙 朴秀妍      | 金成熙 朴秀妍 崔佑在 | 莉夏·帕克斯 | 3:42    |
| 3.       | Sunset Kiss                    | 李周炯            | 李周炯 MooF 權愛珍 | MooF                 | 莫奈        | 3:06    |
| 4.       | Sunset Kiss（Pool Party Ver.） | 李周炯            | 李周炯 MooF 權愛珍 | MooF                 | 莫奈        | 3:14    |
| 5.       | 7人的逃脫                      |                   | 金俊錫             | 辛有璡               | 金俊錫      | 2:07    |
| 6.       | 定罪                           |                   | 丁世林             | 沈熙真               | 丁世林      | 2:52    |
| 7.       | 沉默的少女                     |                   | 朱仁路             | 朱仁路               | 朱仁路      | 3:02    |
| 8.       | Survival Games                 |                   | 辛有璡             | 辛有璡               | 辛有璡      | 2:32    |
| 9.       | 斷罪者                         |                   | 金俊錫             | 朱仁路               | 金俊錫      | 3:13    |
| 10.      | Irony                          |                   | 丁世林             | 洪誾知               | 丁世林      | 2:46    |
| 11.      | 幻想之島                       |                   | 許恩知             | 許恩知               | 許恩知      | 2:46    |
| 12.      | 不可挽回的失誤                 |                   | 李侖祉             | 李侖祉               | 李侖祉      | 3:17    |
| 13.      | 始於罪惡                       |                   | 洪誾知             | 洪誾知               | 洪誾知      | 3:47    |
| 14.      | 死亡的真相                     |                   | 金俊錫             | 孫成洛               | 金俊錫      | 2:20    |
| 15.      | 暴露戰                         |                   | 金炡宛             | 金炡宛               | 金炡宛      | 3:37    |
| 16.      | 準備變成怪物                   |                   | 姜玟求             | 姜玟求               | 姜玟求      | 2:55    |
| 17.      | 選擇之日                       |                   | 朱仁路             | 朱仁路               | 朱仁路      | 2:57    |
| 18.      | 命運共同體                     |                   | 鄭惠彬             | 鄭惠彬               | 鄭惠彬      | 2:31    |
| 19.      | 慾望的化身                     |                   | 沈熙真             | 沈熙真               | 沈熙真      | 2:50    |
| 20.      | The Mask                       |                   | 辛有璡             | 辛有璡               | 辛有璡      | 3:00    |
| 21.      | 各自的利益                     |                   | 金炡宛             | 金炡宛               | 金炡宛      | 3:02    |
| 22.      | 不得了的內幕                   |                   | 具本夏             | 具本夏               | 具本夏      | 3:15    |
| 23.      | 阿修羅場                       |                   | 姜玟求             | 姜玟求               | 姜玟求      | 2:35    |
| 24.      | 虛偽演技                       |                   | 沈熙真             | 沈熙真               | 沈熙真      | 2:21    |
| 25.      | 謊言亂舞                       |                   | 姜玟求             | 姜玟求               | 姜玟求      | 2:33    |
| 26.      | 被詛咒的島                     |                   | 鄭惠彬             | 鄭惠彬               | 鄭惠彬      | 2:49    |
| 27.      | 復仇的迷宮                     |                   | 金鉉道             | 金鉉道               | 金鉉道      | 2:20    |
| 28.      | 餓鬼爭鬥                       |                   | 金炡宛             | 金炡宛               | 金炡宛      | 3:33    |
| 29.      | 神經病                         |                   | 具本夏             | 具本夏               | 具本夏      | 2:36    |
| 30.      | 彆扭的後悔                     |                   | 李侖祉             | 李侖祉               | 李侖祉      | 2:50    |
| 31.      | Death Game                     |                   | 朱仁路             | 朱仁路               | 朱仁路      | 2:30    |
| 32.      | 7次斷罪                        |                   | 金炡宛             | 金炡宛               | 金炡宛      | 3:34    |
| 33.      | 地獄設計者                     |                   | 金俊錫             | 姜玟求               | 金俊錫      | 3:16    |
| 34.      | 惡棍                           |                   | 張有禮             | 張有禮               | 張有禮      | 3:05    |
| 35.      | 全都是罪人                     |                   | 金炡宛             | 金炡宛               | 金炡宛      | 2:40    |
| 36.      | 拼圖                           |                   | 洪誾知             | 洪誾知               | 洪誾知      | 3:05    |
| 37.      | 心理的支配                     |                   | 孫成洛             | 孫成洛               | 孫成洛      | 2:33    |
| 38.      | 血的嚴懲                       |                   | 鄭惠彬             | 鄭惠彬               | 鄭惠彬      | 2:38    |
| 39.      | 我們先下手為強                 |                   | 李一燮             | 李一燮               | 李一燮      | 3:02    |
| 40.      | 苗頭不對                       |                   | 具本夏             | 具本夏               | 具本夏      | 2:02    |
| 41.      | 懷疑又懷疑                     |                   | 李侖祉             | 李侖祉               | 李侖祉      | 2:46    |
| 42.      | 失敗的代價                     |                   | 朱仁路             | 朱仁路               | 朱仁路      | 2:58    |
| 43.      | 貪慾                           |                   | 許恩知             | 許恩知               | 許恩知      | 2:42    |
| 44.      | 讓你嚐嚐地獄的滋味             |                   | 洪誾知             | 洪誾知               | 洪誾知      | 3:45    |
| 45.      | 騙與被騙的人們                 |                   | 李世妍             | 李世妍               | 李世妍      | 2:58    |
| 46.      | 紅字                           |                   | 李一燮             | 李一燮               | 李一燮      | 2:52    |
| 总时长： | 总时长：                       | 总时长：          | 总时长：           | 总时长：             | 总时长：    | 2:14:19 |

#### 獻給D
| 發行日期：2023年11月18日 | 發行日期：2023年11月18日       | 發行日期：2023年11月18日 | 發行日期：2023年11月18日 | 發行日期：2023年11月18日 | 發行日期：2023年11月18日 | 發行日期：2023年11月18日 |
| 曲序                     | 曲目                           |                          | 作曲                     | 编曲                     | 演唱／演奏               | 时长                     |
| ------------------------ | ------------------------------ | ------------------------ | ------------------------ | ------------------------ | ------------------------ | ------------------------ |
| 1.                       | 獻給D D에게（Mone Ver.）       | Berry                    | Berry                    | 李侑縝                   | 柳旼熙                   | 3:28                     |
| 2.                       | 獻給D D에게（Jia Ver.）        | Berry                    | Berry                    | 李侑縝                   | 柳旼熙                   | 3:46                     |
| 3.                       | 獻給D D에게（Mone Ver. Inst.） |                          | Berry                    | 李侑縝                   |                          | 3:28                     |
| 4.                       | 獻給D D에게（Jia Ver. Inst.）  |                          | Berry                    | 李侑縝                   |                          | 3:46                     |
| 总时长：                 | 总时长：                       | 总时长：                 | 总时长：                 | 总时长：                 | 总时长：                 | 14:28                    |

## 演員與角色

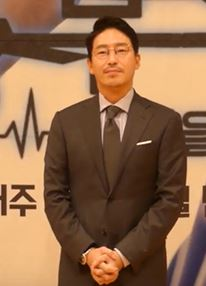
嚴基俊飾演馬修·李

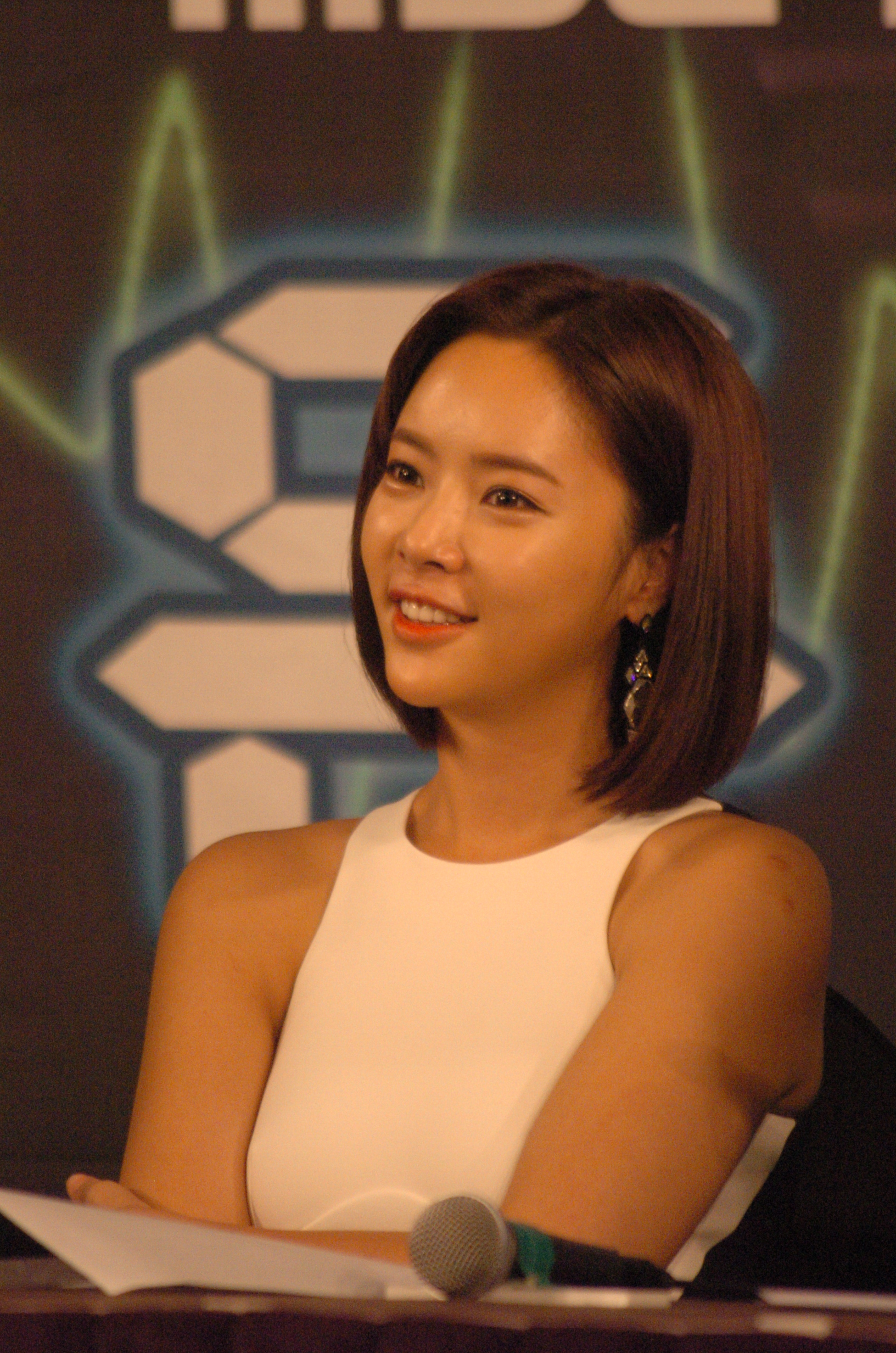
黃正音飾演琴羅熙

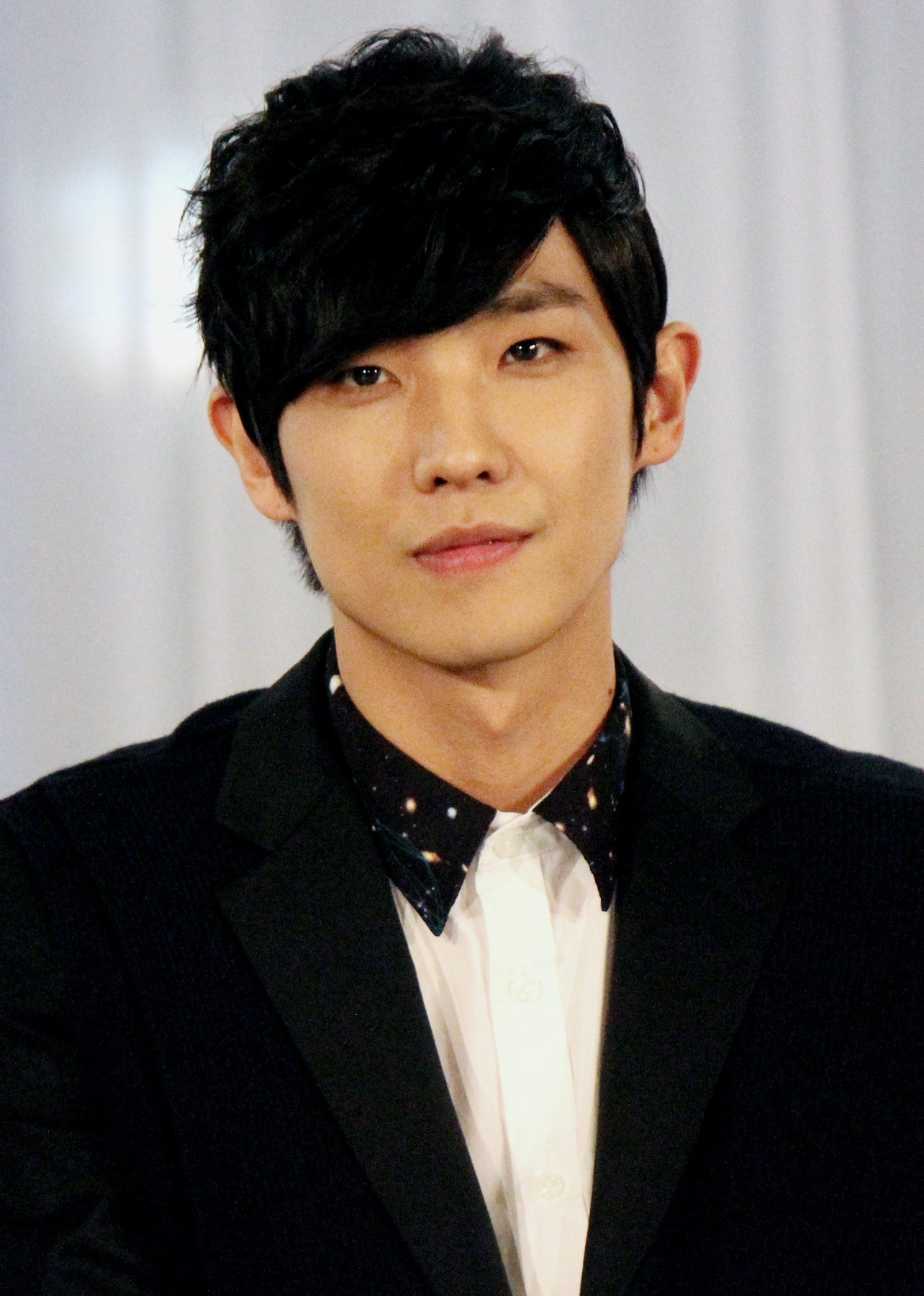
李準飾演閔道赫

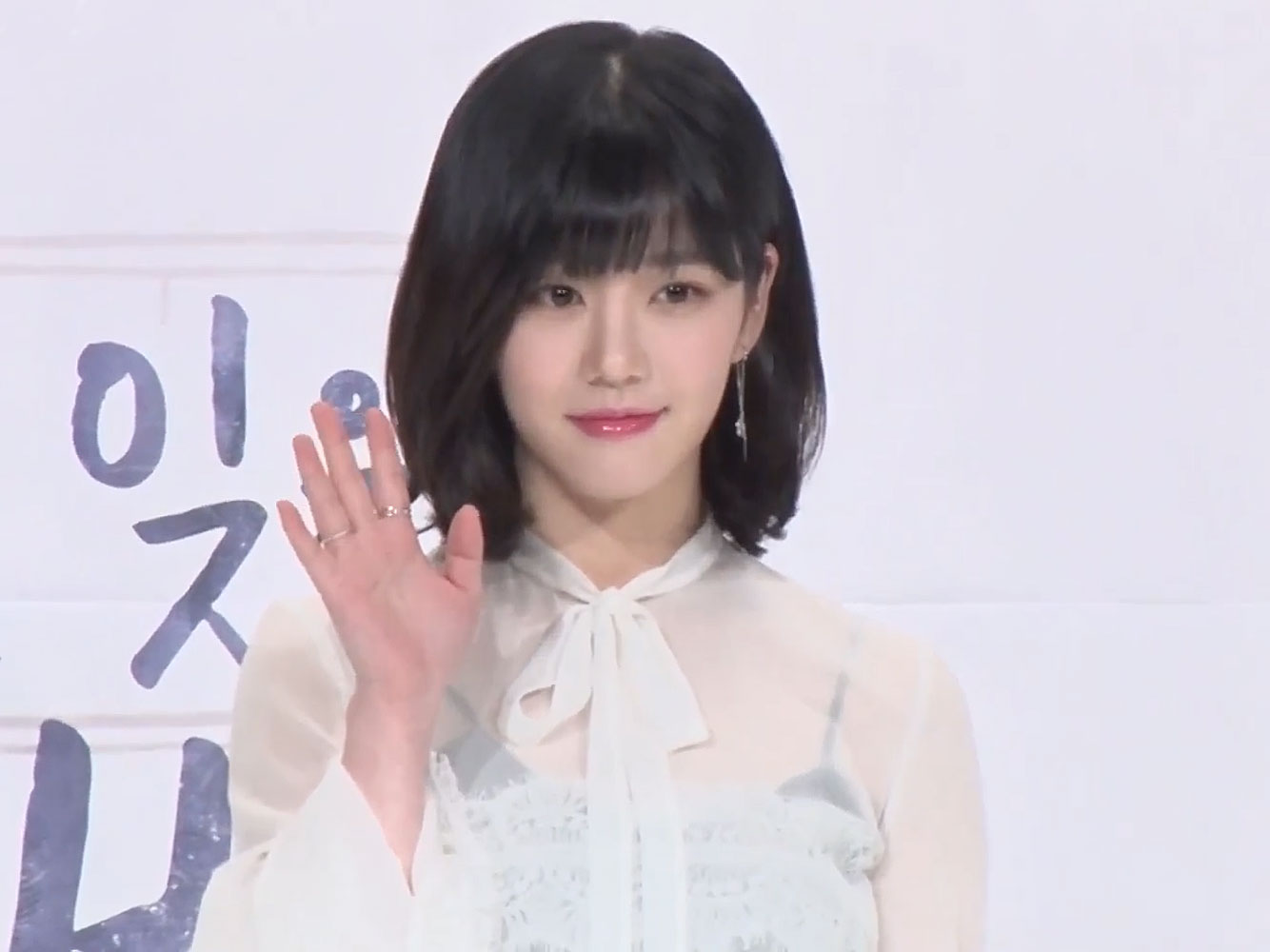
李侑菲飾演韓莫奈

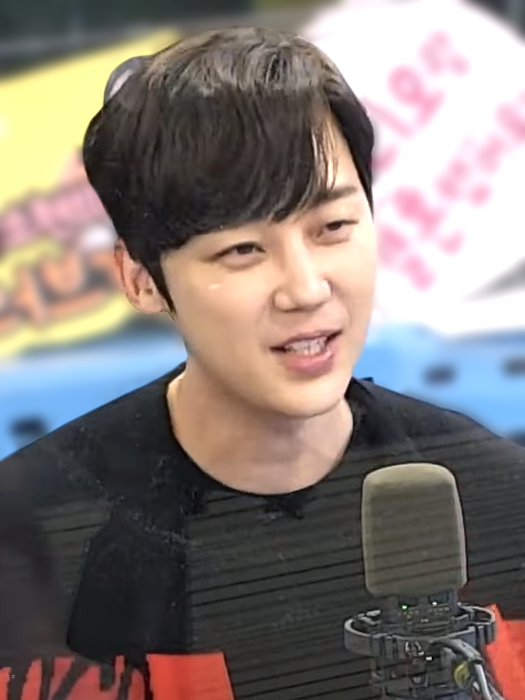
尹鐘焄飾演梁進謀

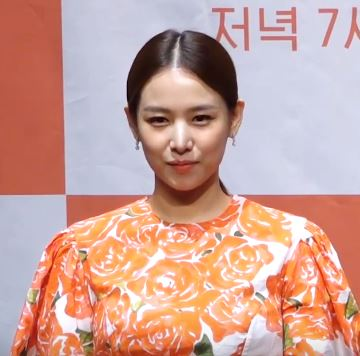
趙胤熙飾演高明智

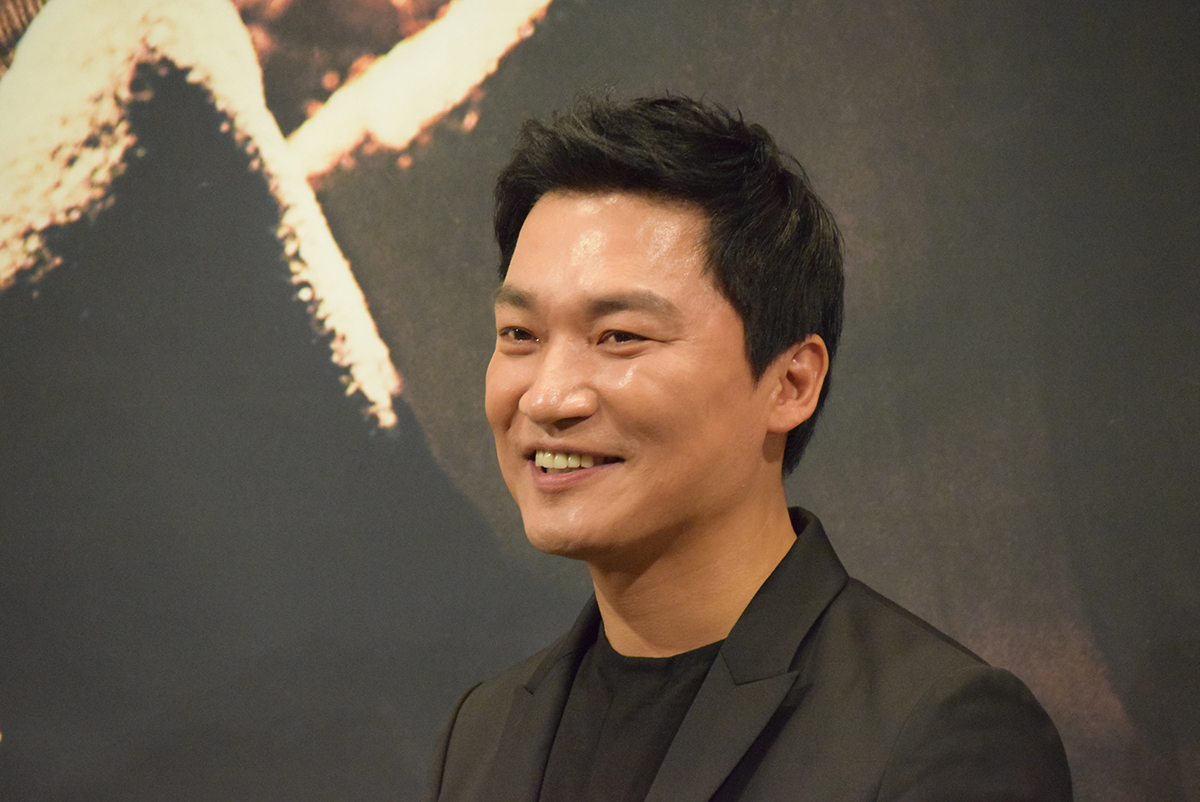
趙在允飾演南哲宇

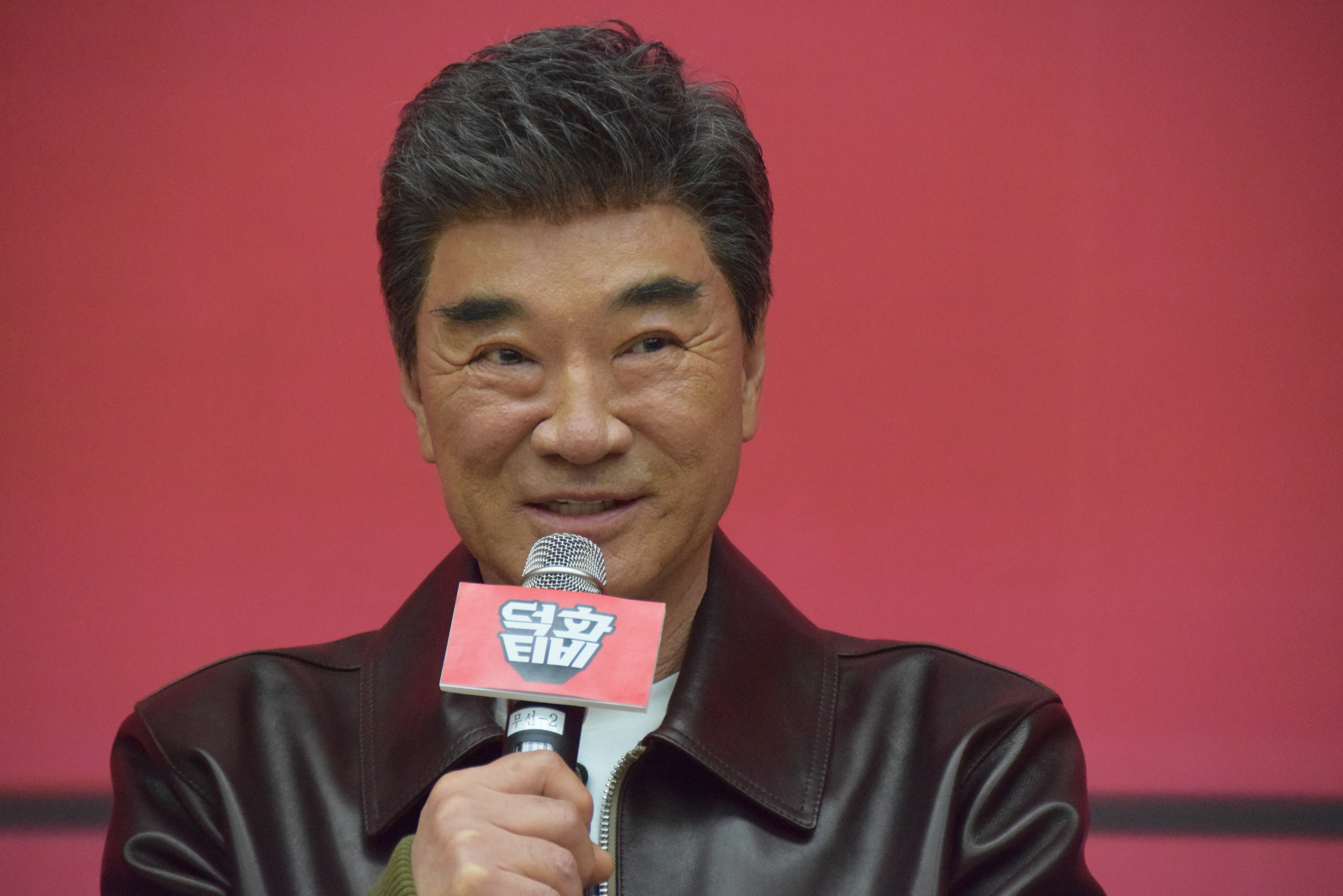
李德華飾演方七星

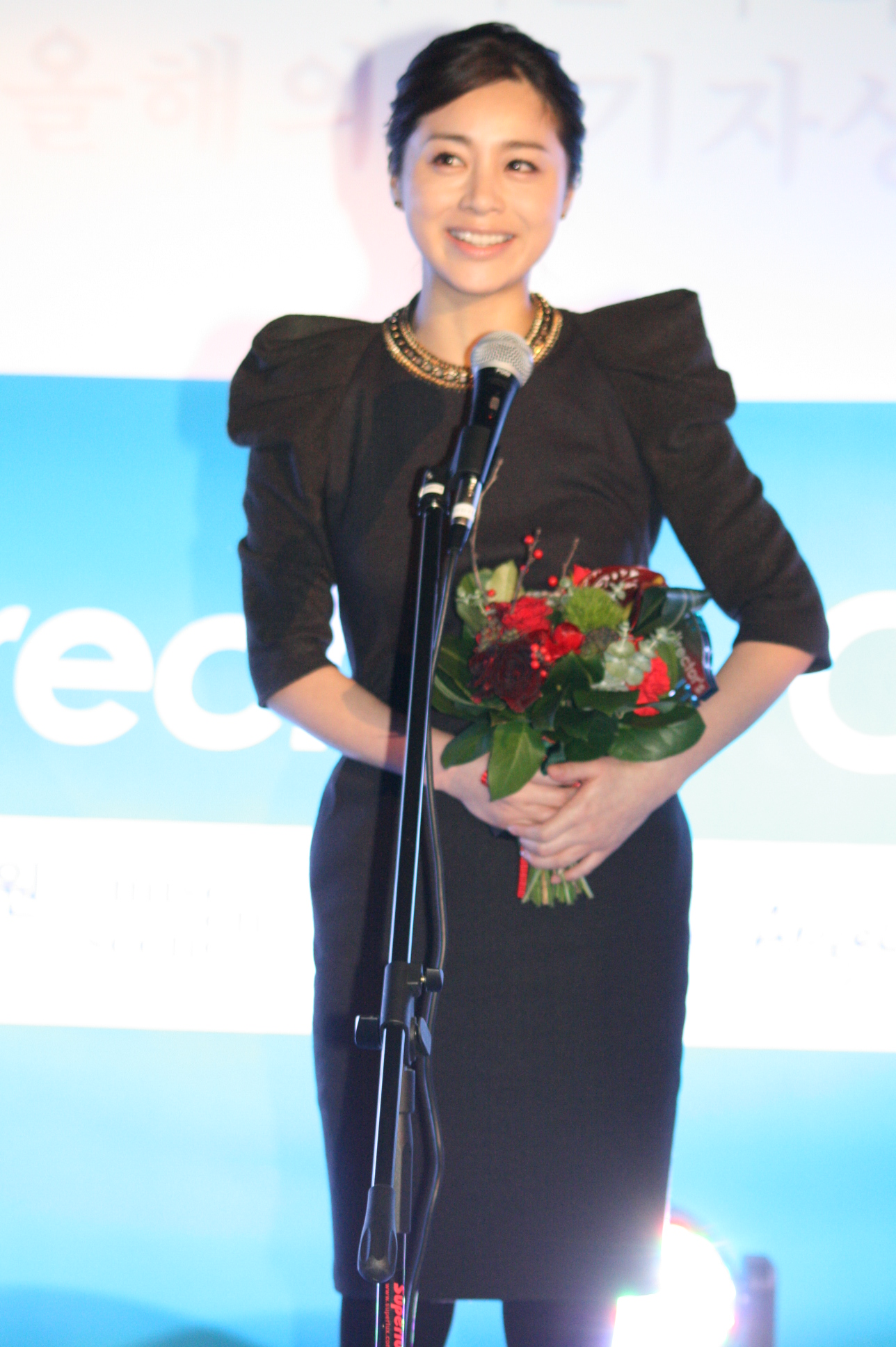
徐令姬飾演朴蘭英

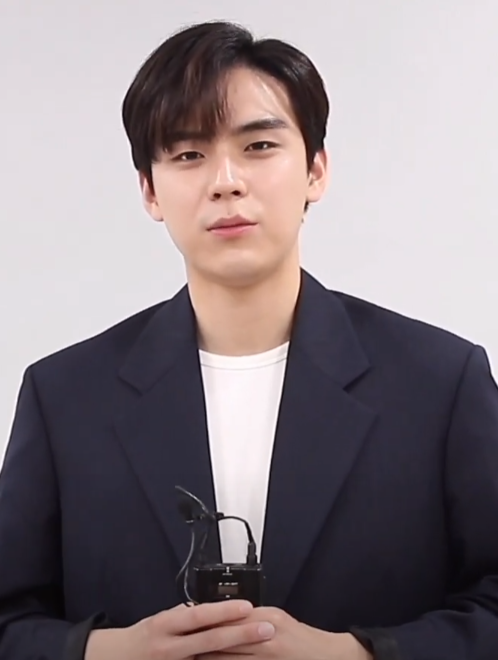
金度勳飾演K（沈俊錫）

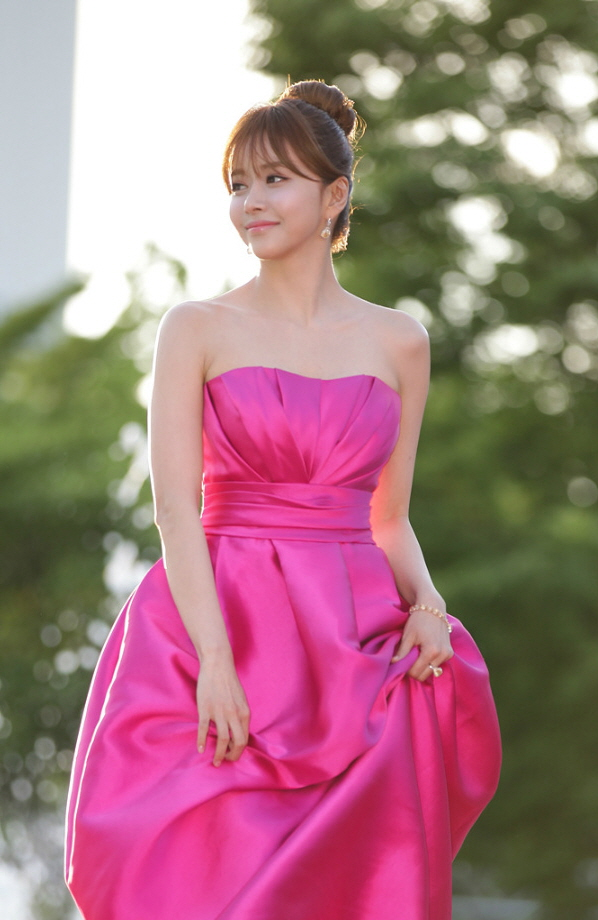
韓寶凜飾演盧坪喜

### 主要人物
- 嚴基俊（整容後）／金度勳（整容前）飾演馬修·李／沈俊錫／具聖哲（粵語配音：袁德基／黃文軒）

韓國佔有率第一名的通訊軟體公司Tiki Taka的會長。偽裝成整容後的李輝昭，實際是被稱作「K」的聖燦集團繼承人，聖燦集團會長沈勇沒有血緣關係的兒子。
- 黃正音飾演琴羅熙（粵語配音：馮詠恩）

LH媒體的代表，慾望的化身，把金錢和成功視為人生最大的價值。為了得到想要的東西，可以不惜一切條件、手段、方法。為了取得製作電視劇的資金，連母愛都可以假裝，並尋求15年前被她遺棄的女兒所擁有的龐大繼承遺產。
- 李準飾演閔道赫（粵語配音：黃榮璋）

生來就沒有夢想和希望，黑道出身的危險男子。為義氣而生，也為義氣而死，但卻意外遭遇一連串的背叛。外表看似粗暴、冷酷，但懷著炙熱的心。孤兒出身，但其真實身世為聖燦集團會長之子。
- 李侑菲飾演韩莫奈（粵語配音：成樂怡）

江南名門女高的看板明星，也是名偶像志願生。擁有耀眼的美貌、富有的家世、卓越的才能，樣樣不缺，但說謊卻是她最致命的弱點。
- 申恩慶飾演車主蘭（粵語配音：蔡雁紅）

婦產科醫生，和能当她父亲的資產家方会长一起生活。她真心地愛著方會長的錢，因此每时每刻竭尽全力地服侍他。她期待和方會長的關係能夠開花結果，結果羅熙卻帶著方會長唯一的孫女現身，使她的生活開始龜裂。关系破裂时，不知会做出什么不可预测的行动。
- 尹鐘焄飾演梁進謀（粵語配音：陳成港）

娛樂公司「櫻桃娛樂」的代表。歷經千辛萬苦，才從底層爬到現在的位置。平時很溫和，一旦發怒便無人能擋，是個擁有無盡慾望的人。擅於污衊，並製造假新聞席捲韓國。
- 趙胤熙飾演高明智[註 3]（粵語配音：陳雪瑩）

江南名門女高的約聘美術老師。莫奈的班導，和莫奈相互照應，而維持著某種關係。为了守护珍贵的东西不惜撒谎，守护的东西越多就越无所顾忌地前进。为了不让自己的羞耻被发现，在学校散布奇怪的传闻。
- 趙在允飾演南哲宇（粵語配音：羅偉亮）

德善警察署的警察班長。對沒有什麼像樣的案件的郊區生活感到厭倦，當「鈴鐺事件」引起全國民眾的關注，他暗藏已久的慾望開始蠢蠢欲動。
- 李德華飾演方七星[註 4]（粵語配音：李家傑）

傳說中的現金富翁，被譽為投資的鬼才，是個連一分錢都不願浪費的守財奴。和親戚斷了聯繫，只對租客珠蘭敞開心房。某天，出現了一個有血緣關係的孫女，令他陷入複雜的心境。
- 尹泰榮飾演姜起卓[註 5]（粵語配音：陳力航）

太白娛樂代表，受到進謀的牽制。以首爾為中心的黑幫組織「中央派」的老大出身，屬於恩仇必報的義氣派。

### 其他人物
- 閔永基飾演李輝昭（粵語配音：梁皓翔）

茶美的養父，明成大學教授。比起成功，更重視幸福，並願為茶美拋棄所有。
- 徐令姬飾演朴兰英（粵語配音：黃鳳兒）

多美的養母。流產過五次後，在濟州島偶然發現多美，便決定領養她。和丈夫、女儿一起过着贫穷却幸福的生活，但女儿的生母出现后，人生逐渐被扭曲。
- 金日宇飾演沈勇（粵語配音：鄧燦陽）

聖燦集團會長，沈俊錫的父親。
- 崔鎮鎬飾演具江載[註 6]（粵語配音：李家傑）

沈会长身边沉默寡言的秘书兼助手，实际执行各种事情的核心人物。
- 李定泫飾演白益虎

拘留所牢房房长。
- 鄭拉爾飾演方茶美[註 7]（粵語配音：楊樂瑤）

原名李茶美，名主女高轉學生，韩莫奈的好友。品性善良，看着莫奈努力实现歌手的梦想并真心为她加油打气。
- 韓寶凜飾演卢坪喜（粵語配音：石梓晴）

酒吧老闆娘，擁有純潔的靈魂，與起卓情同兄妹。没有爱情就无法生存，只要爱上一个人，就算家里只剩下一粒米都会盛给爱人，并拼尽全力守护爱人。
- 嚴祉閏飾演王柳真[註 8][註 9]（粵語配音：陳凱婷）

名主女高的惡霸，性格潑辣，是連老師都無法阻擋的存在。
- 張嘏景飾演金素妍[註 8]（粵語配音：石梓晴）

名主女高的惡霸，追蹤莫奈的粉絲。
- 鄭多恩飾演宋智雅[註 8]（粵語配音：廖欣怡）

名主女高的惡霸，雖然出身自不優渥的家庭，但仍抱有夢想。
- 任晟均飾演閔載赫（粵語配音：潘昀雋）

道赫的弟弟，儘管家境艱困，卻沒有辜負家人的期待，預計以第一名之姿，從韓國最高的法學院畢業。
- 李鍾南飾演鄭微笑[註 10]（粵語配音：陳凱婷）

道赫的母親，看起來很天真爛漫，有著正直的心性，並親手把兩個兒子養大。
- 殷瑎成飾演韓敬秀（粵語配音：周倚天）

莫奈的大弟，从国外留学回来，充满自信、强烈表达自我主张且目中无人。
- 李宥珍飾演韩清秀（粵語配音：梁皓翔）

莫奈的二弟，利用姐姐的名气生活，自私的机会主义者。
- 李富榮飾演黃東赫專務（粵語配音：何家裕）

方七星沉默的助手兼隨行秘書。
- 裕姝飾演宋智善／蜜雪兒（粵語配音：楊婉潼）

宋智雅的姊姊，學成歸國的得獎導演。
- 金基斗飾演朱勇走[註 11]（粵語配音：鄧燦陽）

進謀的手下，俗稱「朱氏」，擅長使用卑劣手段之人。
- 金賢飾演尹智淑（粵語配音：楊婉潼）

莫奈的母親。
- 安恩浩飾演洪饅頭（粵語配音：何家裕）

進謀的手下，俗稱「洪氏」，周勇走身邊的小嘍囉。
- 崔嘏恩飾演吳海彬（粵語配音：楊婉潼）

LH媒體室長，羅熙的下屬。
- 金東賢（粵語配音：李家傑）

名主女高的校長。
- 朴姃言

明智班上學生的母親。
- 劉智愛飾演劉智愛（粵語配音：黎京玫）

名主女高的學生。
- 廉智詠

### 特別出演

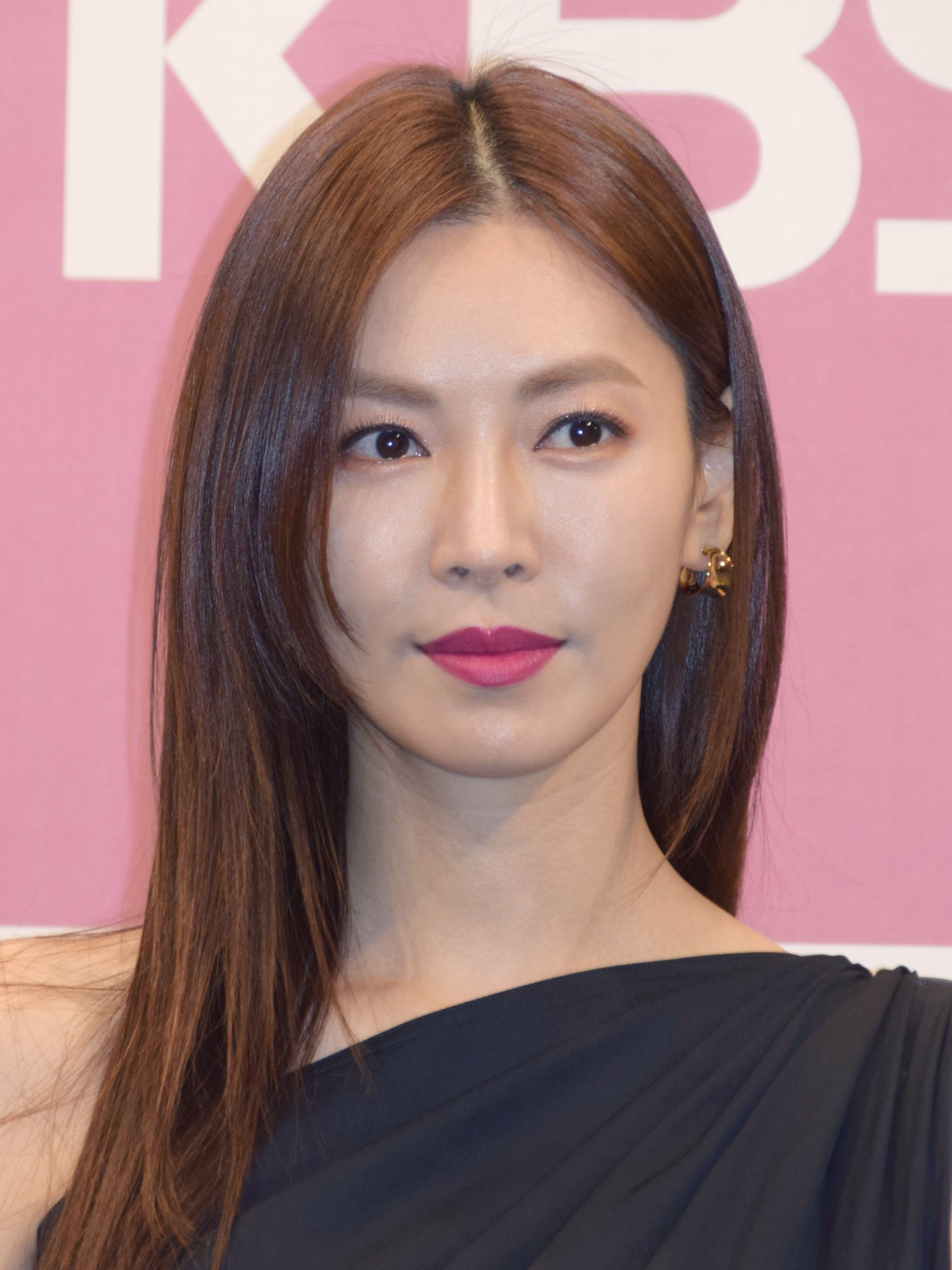
金素妍飾演柳洪珠

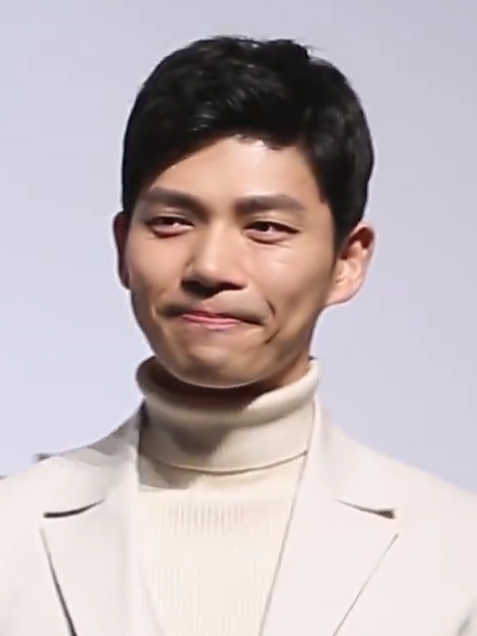
池承炫飾演嚴智萬

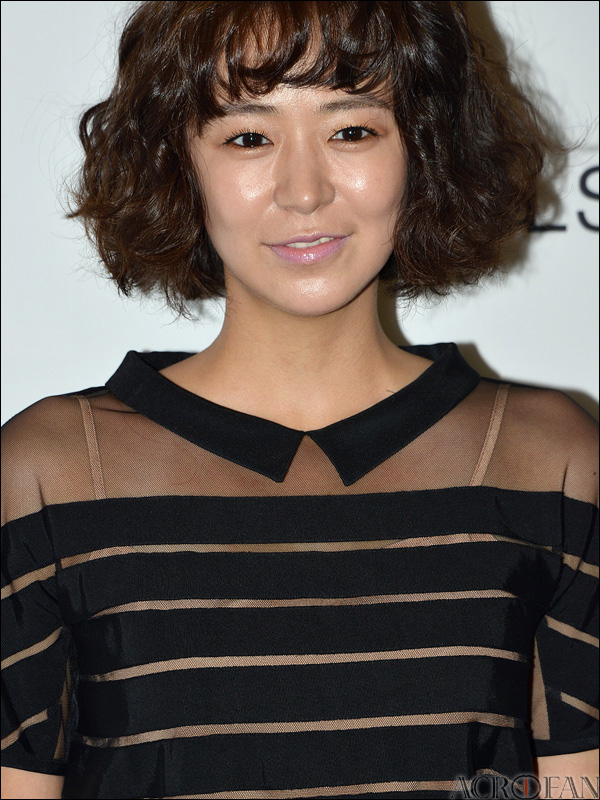
沈李英飾演沈美瑩

- 金素妍飾演柳洪珠（粵語配音：馮詠恩）

櫻桃娛樂旗下演員。
- 太恆浩（粵語配音：周倚天）

學校理事長的兒子，有婦之夫，與明智有染。
- 羅海嶺飾演洪思羅（粵語配音：楊婉潼）

知名藝人。
- 河道權飾演自己（粵語配音：周倚天）

演員，莫奈的前輩。
- 趙乘演飾演金順平（粵語配音：何家裕）

受K指派，陷害輝昭的律師。
- 丹尼·安

假扮明智丈夫的類戲劇演員。
- 朴智彬

美髮店的小老闆。
- 池承炫[註 12]飾演严智万（粵語配音：馮瀚輝）

把自己的利益放在第一位的次长检察官，為了成為檢察總長，试图清除一切可能不利于自己的东西。
- 李度燁飾演趙東熙

檢察次長。
- 沈李英飾演沈美瑩（粵語配音：陳凱婷）

聖燦畫廊館長，沈勇會長的妹妹。
- 鄭璟淳飾演洪真雅（粵語配音：程文意）

智中集團夫人。
- 林賢成飾演刑警（粵語配音：周倚天）
- 李坎熙

沈勇會長的妻子。
- 朴京林

電影製作發表會的主持人。

## 分集
| 總集數 | 集數 （季） | 標題                               | 導演           | 編劇   | 首播日期       | 片長   | 南韓收視人數 （百萬） |
| --- | ----------- | ---------------------------------- | -------------- | ------ | -------------- | ------ | --------------------- |
| 1 | 1           | 완전히 다른 삶이 널 기다리고 있어! | 朱東民、吳俊赫 | 金順玉 | 2023年9月15日  | 87分鐘 | 0.972                 |
| LH媒體代表琴羅熙（黃正音飾演）為了獲得已故男友的父親方七星（李德華飾演）的投資，找回多年前被她拋棄的女兒李多美（鄭拉爾飾演）認祖歸宗，令七星的情人車主蘭（申恩慶飾演）備感威脅。 櫻桃娛樂代表梁進謀（尹鐘焄飾演）教唆閔道赫（李準飾演）刺傷自己後，再嫁禍給太白娛樂的代表姜起卓（尹泰榮飾演）。道赫背叛起卓後，周勇走（金基斗飾演）、洪饅頭（安恩浩飾演）等一干手下也向進謀靠攏，陷害道赫成為通緝犯。 韓莫奈（李侑菲飾演）為隱瞞真實年齡，賄賂班導高明智（趙胤熙飾演），並暗中操控宋智雅（鄭多恩飾演）、王柳真（嚴祉閏飾演）、金素妍（張嘏景飾演）等惡霸。莫奈假意和多美成為朋友，把多美打造成自己的替身，藉此混淆視聽，使眾人以為和進謀廝混的人是多美。同時，也引誘道赫找到學校來，協助進謀把道赫送進警局。 莫奈在學校的美術教室分娩，並嫁禍給多美。多美為解釋謠言，未能及時趕到羅熙安排的飯局，導致七星氣憤走人。羅熙虐待多美，命令多美向七星求情，以挽救局面。 |             |                                    |                |        |                |        |                       |
| 2 | 2           | 세상이 믿고 있는 게 진실이야!      | 朱東民、吳俊赫 | 金順玉 | 2023年9月16日  | 63分鐘 | 1.183                 |
| 患有心臟病的多美，在七星家門前淋雨求饒而昏厥。主蘭將羅熙的惡行告訴多美的養父母李輝昭（閔永基飾演）與朴蘭英（徐令姬飾演），但羅熙刻意抹黑輝昭和蘭英，讓七星憐憫多美，並命令多美和養父母斷絕關係，再給予羅熙龐大現金。七星私下為K（金度勳飾演）效勞，扳倒太白娛樂，以獲得土地再開發的資訊。 看似家境富裕的莫奈，本名為韓熙秀，出身貧困家庭，母親尹智淑（金賢飾演）為聾啞人士，兩個弟弟韓敬秀（殷瑎成飾演）、韓清秀（李宥珍飾演）卻成天欺負母親。莫奈產下K的孩子後，交給進謀。莫奈在試鏡中，使計贏過知名藝人洪思羅（羅海嶺飾演），並吸引羅熙的注意而簽下她。 網路上出現爆料莫奈的文章，莫奈便要脅進謀嫁禍給多美。進謀安排勇走和饅頭進行變裝直播，散播「毛球」多美未婚產子的假消息，並構陷輝昭性虐待多美。明智被已婚的理事長之子（太恆浩飾演）欺騙感情，意外被多美撞見。為了剷除多美，明智聲稱親眼看見多美在學校產子。 起卓協助道赫脫逃。道赫透過酒店老闆娘盧坪喜（韓寶凜飾演）的幫助，錄下進謀的口供。莫奈曾以多美的名義，到主蘭的婦產科就醫，主蘭卻謊稱多美確實產下一子，並公布自己懷上七星的孩子。因失去七星的支持，羅熙持續虐待多美。多美決定向七星揭露羅熙的真面目，卻遭羅熙攻擊。 |             |                                    |                |        |                |        |                       |
| 3 | 3           | 진실을 밝힐 마지막 기회예요        | 朱東民、吳俊赫 | 金順玉 | 2023年9月22日  | 76分鐘 | 1.138                 |
| 2003年，多美罹患心臟病，多美的生父方賢佑（金政河飾演）不願金援羅熙，於是羅熙將多美遺棄在濟州島。多次流產的蘭英，和輝昭發現了多美，便收養了她。 多美記得羅熙遺棄她，也知道羅熙棄她在雨中昏厥不顧。羅熙攻擊多美後，兩人從此決裂。多美揭露莫奈產子的事實，莫奈卻誣陷多美和輝昭不倫，多美因此遭到退學。 主蘭的前夫欠債後，和小三跑路，導致主蘭背負龐大債務。羅熙對外宣稱未婚無子，卻遭知情的勇走威脅。多美在七星的指示下，前往青少年數位犯罪受害者協助中心。多美從道赫口中得知內情，便向大眾預告將在晚上揭露真相，使涉事的羅熙、莫奈、主蘭、進謀、明智感到慌張，故羅熙教唆勇走解決多美。 進謀以坪喜員工的性命，要脅坪喜聲稱受起卓指使，意圖謀害道赫的母親鄭微笑（李鍾南飾演）和弟弟閔載赫（任晟均飾演）。道赫誤會起卓，而再次倒戈。羅熙得知是主蘭留言爆料她的身份，並發現主蘭沒有懷孕，於是兩人進行了交易。 地方刑警南哲宇（趙在允飾演）對輝昭下藥，並陷害輝昭藏有毒品。在多美的直播影片中，輝昭槍擊了多美，多美自此失蹤，輝昭則遭到逮捕。七星決定對輝昭動用私刑，蘭英則請求七星查明真相。七星誓言為多美復仇，經黃東赫專務（李富榮飾演）調查，得知羅熙和誣陷多美的勇走有所聯繫。 |             |                                    |                |        |                |        |                       |
| 4 | 4           | 방회장이 시작했어!                 | 朱東民、吳俊赫 | 金順玉 | 2023年9月23日  | 69分鐘 | 1.310                 |
| 方會長拷問勇走，得知羅熙、進謀的惡行。方會長揭穿主蘭的謊言後，把她趕出家門，並誓言摧毀羅熙、收回金援。智雅早知莫奈的底細，而上網爆料，並告訴蘭英事實。蘭英到電視台找莫奈算帳，導致編導、河道權等前輩都不信任莫奈。莫奈向羅熙攤牌，以K的家世、提高公司的抽成，來利誘羅熙幫她掩蓋真相。進謀得知茶美的爺爺是七星後，命饅頭阻止七星召開記者會。 輝昭在獄中遭白益虎（李定泫飾演）毆打，起卓出手救了他。K假扮成獄警，教唆金順平律師（趙乘演飾演）聲稱是受七星指派，並暗中釋放輝昭。輝昭在哲宇家發現毒品，確信是遭哲宇陷害，於是告知七星。輝昭和七星相約在公園，結果尾隨七星的羅熙和主蘭卻聯手把七星推下吊橋致死。輝昭來不及見到七星便被逮捕，並遭嚴智萬檢察官（池承炫飾演）、哲宇、順平聯手陷害，成為殺害七星的兇手。七星在生前便轉移資產，導致主蘭、羅熙只能平分一棟大樓和一百億韓圓。 三週後，進謀支開假釋出獄的道赫，並教唆勇走對住在一起的蘭英、微笑、載赫下藥，再縱火嫁禍給蘭英，使三人葬身火海。 |             |                                    |                |        |                |        |                       |
| 5 | 5           | 곧 지옥을 맛보게 해줄 테니까!      | 朱東民、吳俊赫 | 金順玉 | 2023年9月29日  | 73分鐘 | 1.163                 |
| 輝昭遭判死刑，大难不死的七星則請黃專務偽造他的死亡。起卓故意燙傷輝昭，在醫院調包暉昭和七星。七星決定代替輝昭坐牢，輝昭則受起卓金援、進行整形。 五年後，輝昭變身通訊軟體公司Tiki Taka的會長馬修·李（嚴基俊飾演），並安排毛球事件加害者們，抽中公司贊助聲名大噪的莫奈於濟州島舉辦的粉絲見面會。羅熙、進謀為了當上Tiki Taka工作室代表，而試圖聯繫馬修。主蘭想邀莫奈擔任廣告模特兒，明智則為安插兒女參演電視劇，而紛紛要脅莫奈。莫奈因罪惡感而患上過度換氣症候群，羅熙卻命令她戒藥。勇走因七星而瘸了一條腿，憤世的他以毛球事件作為威脅，試圖侵犯莫奈。勇走因鬧事而遭眾人淹死在泳池，大家決定將他棄屍於另一座小島。 馬修對眾人下藥，使大家看見幻象。眾人把勇走棄屍於山洞，卻遭蝙蝠攻擊，並遇上山崩。接著，他們被野獸襲擊，來到有毒的花林間。 |             |                                    |                |        |                |        |                       |
| 6 | 6           | 일곱 명뿐이라는 얘기예요?          | 朱東民、吳俊赫 | 金順玉 | 2023年9月30日  | 64分鐘 | 1.374                 |
| 輝昭假扮成搜救人員，帶著倖存者前往碼頭。羅熙等人故意讓粉絲先走進泥沼，當作開路的工具。眾人攜手殺害怪物，但甦醒後，才發現他們殺害的是其他粉絲。在前往碼頭路上，他們遭洪水吞噬，之後在岸邊醒來，卻發現搜救船也被沖走。為了坐上僅能容納七個人的救生艇，羅熙、莫奈、道赫、進謀、主蘭、明智、哲宇殺害了饅頭、其他粉絲以及假扮搜救人員的輝昭。 倖存的七人，趁著飯店員工上班前，將證物燒毀、清理現場；然而，他們都因毛球事件，而遭到不明人士的威脅，因此彼此猜忌。七人演了一場戲，嫁禍勇走帶著粉絲到無人島開毒品派對，但姜元植刑警（柳承武飾演）質疑七人涉有重嫌。假死的輝昭，以贊助商馬修的身份現身，替羅熙解圍，兩人也與身為濟州警察廳廳長的哲宇，同警方前往無人島。羅熙發現無人島的景象和記憶中不同，警方還在湖中發現羅熙遺落的手環。 道赫暗中向媒體爆料，而莫奈因不關心粉絲的死而遭到輿論譴責。莫奈夢見自己當初為了阻止茶美直播，而拿石頭砸向茶美。莫奈備感罪惡，而向羅熙坦白。 |             |                                    |                |        |                |        |                       |
| 7 | 7           | 큰일 났어. 방다미가 나타났어!      | 朱東民、吳俊赫 | 金順玉 | 2023年10月13日 | 79分鐘 | 1.193                 |
| 莫奈說服茶美放棄直播無果，便拿石頭砸昏茶美，並喚來進謀將茶美棄屍。爾後，羅熙任由勇走帶走昏迷的茶美。 羅熙毆打莫奈，要莫奈拋下過去。智雅、柳真、素妍請臨時演員在喪禮上攻擊莫奈，並上傳影片來翻轉莫奈的形象。莫奈長年壓制智雅，並買走她的音樂創作，聲稱是自己的創作。馬修以網友的身份，鼓勵智雅不再受莫奈擺佈。智雅決定參加電視劇試鏡，並發表自己的創作曲。羅熙為了當上Tiki Taka工作室代表，請道赫挖掘預定代表韓成禹的醜聞，進而得知韓代表有個私生子（朴智彬飾演）。羅熙刻意勾引馬修，並請記者暗中拍下照片、製造緋聞。馬修識破羅熙的伎倆，而警告羅熙，令羅熙怒不可遏。 馬修刻意把7人召集到某間餐廳，並從天落下勇走的屍體，使他們彼此猜忌。道赫揭露進謀是勇走直播的背後主使者，進謀解釋自己是為了幫助莫奈，主蘭則揭露莫奈以茶美的名義產子。羅熙揭露哲宇是當年偵辦輝昭的刑警，眾人因此質疑哲宇是一切禍端，但哲宇不願供出背後主使者。7人最終決定燒掉勇走的屍體，羅熙再將骨灰撒在垃圾堆裡。主蘭懷疑七星未死，且和輝昭聯手。 馬修、起卓、黃專務試圖找出以深偽技術偽造茶美遭槍殺的影片的人。羅熙發現莫奈拿智雅的作品聲稱是自創曲，而決定和莫奈解約，莫奈因此和智雅爆發肢體衝突。姜刑警發現哲宇在證據上動手腳，哲宇緊急聯絡當上檢察總長的智萬。K利用變聲器謊騙姜刑警，再命具強才（崔鎮鎬飾演）架車撞死姜刑警。 |             |                                    |                |        |                |        |                       |
| 8 | 8           | 반드시 그놈을 잡을 겁니다          | 朱東民、吳俊赫 | 金順玉 | 2023年10月14日 | 87分鐘 | 1.145                 |
| 智雅和姊姊智善（裕姝飾演）長期遭父親家暴，姊姊為了救她而殺害父親，智雅則為了姊姊的前途而頂罪。莫奈因弟弟而進出法院，進而知曉智雅的案件，便以此威脅智雅。 道赫、進謀、羅熙得知死於無人島的粉絲，都是勇走直播的會員。明智的女兒艾莉卡（鄭瑞妍飾演）以為進謀是坪喜的女兒漢娜（沈志柔飾演）的父親而嫉妒，並知曉明智一直請演員（丹尼·安飾演）假扮她和弟弟菲利普（山兒飾演）的父親。莫奈請智萬調查羅熙，得知羅熙是茶美的生母。馬修延長莫奈的代言人合約，並命莫奈為榮譽理事。莫奈為了防止羅熙解約，說服馬修任命羅熙為Tiki Taka工作室代表。羅熙請柳真、素妍留言詆毀智雅，並請明智揭露智雅曾是不良少女，明智便要求讓艾莉卡參演電視劇。 羅熙要脅智萬庇護她和莫奈，智萬便透露七星活著的消息。7人猜到七星和輝招調包，於是刻意對七星下藥，想藉此引出輝昭。馬修早以將微笑、載赫死亡的真相告知道赫，因此道赫一直暗中幫助馬修，並協助七星脫逃。七星想起K的暗示，在待開發地區發現茶美的屍骨。K在井裡設置炸彈，七星決定和茶美同在，便阻止馬修、起卓前來營救。 |             |                                    |                |        |                |        |                       |
| 9 | 9           | 이제야 모든 퍼즐이 다 맞춰졌어요   | 朱東民、吳俊赫 | 金順玉 | 2023年10月20日 | 66分鐘 | 1.080                 |
| K的真實身份實為聖燦集團繼承人沈俊錫，當初他刻意誘導七星讓茶美來到集團贊助之青少年數位犯罪受害者協助中心。莫奈拿石頭攻擊茶美後，進謀把茶美丟棄在廣場，勇走便暗中綁走了茶美。茶美堅持證明清白，並向羅熙求饒，但羅熙選擇放棄不如她意的茶美，任憑勇走攻擊茶美。勇走扛走茶美後，俊錫擊昏勇走，並拖走茶美。江載假扮計程車司機，載走被哲宇下藥的輝昭。俊錫藉著輝昭之手，擊斃茶美，使茶美以為是輝昭槍擊她。 七星的屍身，被誤判為輝昭。進謀發現起卓和輝昭是同夥。6人懷疑道赫是間諜，但馬修事先清空了對話內容。透過七星生前透露的情報，馬修、起卓、道赫終於確知幕後藏鏡人就是俊錫，而俊錫也早已發現馬修即是輝昭的事實。羅熙和曾在七星底下做事的起卓有過一段情；起卓找到坪喜，但坪喜卻謊稱自己和進謀育有一女。馬修任命羅熙為Tiki Taka工作室代表理事，並收購櫻桃娛樂的股份；背地裡則以莫奈的名義，把莫奈的家人送回韓國。 馬修邀請7人至家中慶祝，明智試著接近進謀，哲宇則對明智釋出好感。馬修聲稱收到舉報，揭露7人在無人島上涉犯殺人的影片。7人把罪行推託給輝昭，並揭露K的身份，以求得馬修的庇護。智雅向俊錫的父親沈勇會長（金日宇飾演）揭發俊錫和莫奈的秘密。當7人想堵住智雅的嘴，卻發現智雅被吊死於家中，K也留下一串警告。                                                                                       |             |                                    |                |        |                |        |                       |
| 10 | 10          | 피의 응징이 시작됐어요!            | 朱東民、吳俊赫 | 金順玉 | 2023年10月21日 | 76分鐘 | 1.120                 |
| 坪喜被迫背叛起卓後，打算跳樓自盡時，進謀把K和莫奈的孩子託付給了她。K對道赫異常介意，並命進謀陷害道赫。 柳真對敬秀一見鍾情，敬秀則藉機投靠柳真，並對素妍動情。進謀為了自保，請智萬暗中調查K五年前陷害道赫的原因。進謀簽下艾莉卡的經紀約。哲宇在智萬酒裡摻入毒品。明智遭告發收賄、有不倫關係，因此被學校停職。節目組經過偽裝，揭露主蘭會為錢開立假的懷孕證明文件。「真實男」變裝直播揭露莫奈的身份，莫奈便找人假扮自己的母親。在哲宇準備勝任首爾警察廳廳長之際，道赫向檢察次長趙東熙（李度燁飾演）告發哲宇吸毒，而哲宇便拖智萬下水。道赫揭露進謀私吞藝人薪水的文件，旗下藝人柳洪珠（金素妍飾演）便聯合其他藝人對進謀提告。道赫誘使進謀拿公司抵押借款，而起卓便是債權人。起卓安排羅熙和輝昭見面，羅熙不僅被關起來，還遭馬修襲擊。 智萬以道赫的身世，威脅K幫助他脫困，江載卻槍殺了智萬。7人得知羅熙是茶美的生母，因此懷疑羅熙和輝昭聯手。 |             |                                    |                |        |                |        |                       |
| 11 | 11          | 당신에게 배팅하기로 했어요         | 朱東民、吳俊赫 | 金順玉 | 2023年10月27日 | 80分鐘 | 0.975                 |
| 馬修承認自己就是輝昭，道赫也揭示為家人復仇的決心。馬修揭露羅熙對他獻殷勤的訊息、主蘭和哲宇的私情、明智收賄、莫奈與進謀密謀拉下羅熙等秘密，要求他們選邊站。馬修把6人當作棋子，命主蘭潛入聖燦家，擔任沈勇的貼身護理師；明智到聖燦畫廊任職，尋得聖燦的秘密資金；哲宇則扮成遠離世俗的師父，刻意揭開沈勇走不出夫人（李坎熙飾演）逝世的瘡疤。羅熙、莫奈、進謀在記者會上，得知Tiki Taka邀請獲得柏林影展的蜜雪兒執導改編毛球事件的《獻給D》，並把矛頭指向聖燦集團，馬修甚至公開和羅熙訂婚。莫奈試圖誘惑道赫，但道赫厭惡莫奈的虛假和惡行。馬修和起卓為羅熙起爭執。智淑公開現身，撇清和莫奈的關係，使莫奈感到罪惡。智淑和兒子們分道揚鑣，憤怒的敬秀也下定決心成為出名的藝人。起卓償還櫻桃娛樂的債務，正式奪回太白娛樂，並提醒進謀守護坪喜。進謀遭到K的威脅，坪喜得知真相後，帶著漢娜不告而別。道赫發現K曾在家人的弔唁金箱中投入假支票，因此跑去找沈勇算帳。道赫被江載迷昏後，遭K施暴。 江載不滿醫院不顧他患病的兒子具聖哲，反而盡心呵護俊錫，因此暗中調包兩個嬰孩。聖哲努力成為聖燦集團接班人，直到某次摔馬意外，沈勇夫婦才發現他們長久以來都在扶養著別人的孩子。江載謊稱真正的俊錫已逝，沈勇便修改了遺囑、冷待聖哲。聖哲自此墮落，並在某次發狂時，殺害了沈夫人，並對實為俊錫的道赫懷恨在心。                   |             |                                    |                |        |                |        |                       |
| 12 | 12          | 누구냐 너                          | 朱東民、吳俊赫 | 金順玉 | 2023年10月28日 | 69分鐘 | 1.056                 |
| 莫奈來到K的秘密基地，但K拒絕幫助莫奈。羅熙跟蹤莫奈，潛入K的秘密基地，撞見起卓救起道赫。馬修懷疑羅熙和K聯手，導致他和起卓衝突再起。道赫受馬修庇護，卻疑似產生看見K的幻覺，並發現起卓和羅熙私通的影片。沈勇懷疑強才隱瞞俊錫的惡行，江載則推說馬修意圖針對聖燦。莫奈懷疑是柳真、素妍出賣她，並與蜜雪兒產生衝突。馬修要求6人限時完成任務，羅熙、莫奈必須在採訪中承認聖燦牽涉毛球事件，進謀再雇用網軍操縱輿論；哲宇以預知未來的方式刺激沈勇，主蘭得換掉沈勇服用的湯藥，明智則必須潛入畫廊VIP室。聖燦動用政商關係，阻饒《獻給D》的拍攝，導致羅熙陷入無法履約拍攝的困境。明智協助沈美瑩（沈李英飾演）館長解除名畫損毀危機，取得沈館長的信任，但仍無法進入VIP室。沈勇發現主蘭在湯藥裡添加其他內容物，於是將主蘭攆出家門。 羅熙、主蘭、明智未能完成任務，馬修命莫奈、進謀、哲宇了結她們，結果起卓早已動過手腳，切斷綁住三人的鏈條。羅熙和起卓內通，同其他5人攻擊馬修，試圖解救馬修的道赫則遭電擊昏迷。起卓之前得知馬修會衝浪，與輝昭不暗水性不同，引起疑心，決定要測試馬修的身份，起卓抱著馬修投入海中，並質問馬修的真身為何，因為真正的輝昭正被關在某處。 |             |                                    |                |        |                |        |                       |
| 13 | 13          | 내 눈물 연기 어땠어?               | 朱東民、吳俊赫 | 金順玉 | 2023年11月3日  | 81分鐘 | 1.337                 |
| 俊錫多年前假扮成獄警時，聽見七星、起卓的計劃，於是趁輝昭準備整容成馬修時，和他調包。起卓察覺馬修執著於金錢，且未如輝昭那般不諳水性。馬修坦承自己就是K，而益虎也背叛了起卓。馬修一直對不知情的道赫下藥，並馬修嚴刑拷打起卓，試圖問出七星的財產藏在何處。進謀為了安頓坪喜與漢娜，從江載手中逃脫，並向起卓求助，但馬修卻變聲為起卓，帶走了漢娜。 正當6人以為馬修身亡時，馬修現身並懲罰試圖殺他的6人。羅熙為了取信馬修，指揮哲宇說服沈勇重新雇用主蘭，並命主蘭找出門禁卡，再交由明智潛入畫廊的VIP室。羅熙在記者會上坦承自己是茶美的生母，並公開譴責聖燦集團，藉此阻撓蜜雪兒公佈莫奈的惡行，並成功引誘馬修。蜜雪兒揭露自己就是智雅的姊姊，令莫奈震驚不已。聖燦集團遭檢警調查，民眾也對集團發起抗議。起卓從馬修家中逃出，試圖向進謀求助，羅熙卻背叛他，並通知馬修。馬修殺害起卓後，益虎等人便將起卓扔進河裡。起卓漂流到荒島，被輝昭拾起。 |             |                                    |                |        |                |        |                       |
| 14 | 14          | 가짜한테 죽는 기분이 어떠니?       | 朱東民、吳俊赫 | 金順玉 | 2023年11月4日  | 71分鐘 | 1.044                 |
| 羅熙命人把起卓打撈上岸，試問七星財產的下落，之後又把奄奄一息的起卓扔回河裡。羅熙、主蘭尋找七星財產之餘，發現茶美舊家已變成公園，兩人還遭流浪老人潑髒水。莫奈向沈勇證實自己和俊錫的關係，卻遇上擔心失蹤的起卓而找上沈勇的道赫。莫奈阻擋道赫與沈勇發生衝突而受傷，並想藉此激發道赫的報恩之心，以獲得保護。 美瑩和智中集團夫人洪真雅（鄭璟淳飾演）在畫廊揶揄俊錫，馬修聽聞後怒火中燒，決定策劃一場偷畫任務。馬修任命進謀為隊長，對其餘5人進行特訓。進謀得知馬修就是K後，便為了保全坪喜與漢娜而效忠馬修，反倒令羅熙起疑。畫廊週年派對上，馬修穿上和道赫一模一樣的衣物，並殺害了洪女士。美瑩發現俊錫就在派對現場而陷入慌亂，道赫則為了捉捕K而離開崗位。羅熙等6人把畫廊裡的名畫換成贗品後，發現洪女士的屍體。馬修命進謀嫁禍道赫，使道赫成為俊錫的共犯，而被刑警（林賢成飾演）逮捕。道赫發現自己再次掉入陷阱，於是展開逃亡。 |             |                                    |                |        |                |        |                       |
| 15 | 15          | 누굴까요? 알아맞혀 보세요          | 朱東民、吳俊赫 | 金順玉 | 2023年11月10日 | 68分鐘 | 0.990                 |
| 沈勇當年貶損俊錫是冒牌貨，而俊錫發現道赫表面雖是混混，但實際上資穎過人後，從此下定決心摧毀道赫。沈勇發現馬修知道許多內情，而懷疑馬修的真實身份。道赫透過竊聽，發現馬修就是K。羅熙透過親子鑑定，確認漢娜不是進謀的女兒，而是莫奈和K的女兒。羅熙意外進入馬修家的密室，發現馬修關押著輝昭，並意識到馬修就是K。羅熙以獲得半數股份為條件，和馬修結盟。沈勇為了保護聖燦，在記者會上把俊錫的罪行嫁禍給道赫，卻被奉馬修之命的羅熙揭穿，並聲稱俊錫整型成道赫。道赫受莫奈的幫助，潛入Tiki Taka，打算揭發馬修的真實身份，卻被進謀迷昏。學暴受害者跑到片場，向莫奈、柳真、素妍抗議。坪喜發現馬修就是K後，把漢娜託付給莫奈，獨自對付追殺她母女倆的馬修，並同馬修自高樓摔下。 |             |                                    |                |        |                |        |                       |
| 16 | 16          | 우린 참 닮았죠                     | 朱東民、吳俊赫 | 金順玉 | 2023年11月11日 | 63分鐘 | 1.025                 |
| 莫奈得知漢娜是自己的女兒，以及馬修就是K的事實。馬修被益虎救起，坪喜卻傷重身亡。警方對沈勇和道赫進行親子鑑定，證實雙方為父子關係。莫奈懇求蜜雪兒幫助她，讓益虎以為漢娜跌落深井身亡。馬修同江載向沈勇、道赫攤牌，並利用深偽技術偽造沈勇、道赫互相槍擊的影片。沈勇為道赫擋下子彈，讓道赫趁亂逃脫，破壞了馬修的計劃。馬修為了併吞聖燦，決心找出七星的財產；羅熙和馬修交易，並利用主蘭。主蘭猜到馬修不僅是K，也非沈勇的親生兒子。主蘭、哲宇闖入黃專務假扮之流浪老人的家，運走了七星高達兩兆韓元的財產，但黃專務安排了假臨檢，又把財產奪回。進謀決定為坪喜報仇，而幫助道赫和沈勇會面。主蘭懷疑羅熙背叛他，羅熙則懷疑是馬修搶先攔截了財產。道赫、莫奈、進謀將馬修、羅熙的對話直播出去，揭露馬修才是俊錫的真相。 |             |                                    |                |        |                |        |                       |
| 17 | 17          | 지옥은 나 혼자 갈 줄 알아?         | 朱東民、吳俊赫 | 金順玉 | 2023年11月17日 | 72分鐘 | 1.154                 |
| 道赫中槍後，向莫奈求救。莫奈在羅熙的手機裡安裝竊聽程式，得知馬修和羅熙欲搶奪七星財產的計劃。道赫在茶美舊家遇見黃專務，並策劃奪回財產。馬修和羅熙的真面目被公諸於世後，便展開逃亡。道赫從醫院接走沈勇，沈勇便召開記者會，公開道赫和俊錫的身世，隨後體力不支、倒地身亡。馬修認為江載是他最大的絆腳石，江載便前往無人島安裝炸彈，和輝昭同歸於盡，殊不知，起卓和輝昭早已趁機脫逃。莫奈引誘馬修跟蹤她，但道赫錯失槍殺馬修的機會，導致他和莫奈、進謀遭益虎等人制服。主蘭、明智、哲宇拒絕和羅熙同行，羅熙便和馬修聯手，假意和三人合作，再暗中對他們下藥。羅熙協助馬修綁架三人，自己卻遭到馬修背叛。馬修把7人關在商場，展開一場血腥捉迷藏，並對他們下藥，使他們產生幻覺。馬修槍擊道赫，被要脅的6人為了保住性命，最終拋下良知，和馬修站在同一陣線，留道赫一人在火海自生自滅。起卓、輝昭及時趕到火場，起卓隨後抱著道赫跳樓逃生。 |             |                                    |                |        |                |        |                       |

## 迴響
根據GoodData的分析，《7人的逃脫》於2023年第37、38週間（9月11日至24日），均位居TV-OTT電視劇類話題性第3名，僅次於《Moving》、《走進你的時間》、《盜賊之歌》等串流原創劇，並位居TV電視劇類第1名。第39至43週，下跌至第4名至第6名間，第44至45週持續下跌至第7名。在OTT綜合搜尋暨推薦平台KinoLights的分析中，本劇於9月第3、4週（14日至20日）入榜「綜合內容排行」，位居第3至4名。
韓國蓋洛普調查千名18歲以上的韓國民眾，本劇獲得1.1%的支持度，排行2023年11月「喜愛的放送影像節目」第20名。
由於本劇包含刺激的元素，引起觀眾的不適而遭受批評。故事從一名女高中生的不幸展開敘事，與金順玉編劇的上一部作品《Penthouse》情節雷同，且本劇涉及母親琴羅熙（黃正音飾演）出拳揍女兒方多美（鄭拉爾飾演）、推女兒撞破魚缸，韓莫奈（李侑菲飾演）考試作弊、援助交際、在學校分娩等劇情，因此被指角色行為猖狂又不見說服力，並質疑內容不符其標示之15歲以上可觀看的電視分級。
另外，由於教師們日趨面臨家長的甲質行為，導致教權受到侵擾，但劇中卻描繪高中老師高明智（趙胤熙飾演）收受賄賂、帶頭逼學生退學等情節，而引發教師族群的反彈。部分教師們認為，劇情無視且不符教育環境的現況，因此要求電視台、製作團隊公開道歉，並廢除本劇。
截至2023年10月20日，廣播通信審議委員會一共收到79起關於本劇的投訴。電視劇評論家兼忠南大學國文科教授的尹錫辰表示，本劇描繪高中生的過分行為已超出電視劇容許範圍，就算是鋪陳勸善懲惡的過程，極端的設定仍無法讓觀眾信服，且過多的暴力場景可能導致觀眾道德感的麻木。電視劇評論家孔喜楨，以及大眾文化評論家鄭德賢（정덕현），也都認為狗血情節仍應保持在一定界線內，但本劇的敘事無法讓觀眾產生共鳴。
OSEN的記者認為，《Penthouse》透過有形的華麗物質，象徵人類毫不掩飾的慾望，並以主角們的模樣諷刺現實，傳達因果報應的道理。然而，本劇過度的人物設定，只是為了凸顯惡角之惡，做作而無法令觀眾沉浸或感到有趣，且奇幻的情節，也令人感到荒唐，這些原因導致本劇的收視表現疲乏。
黃正音的表演，被指表情過度、語調和發聲彆扭，特別是在尖叫、罵髒話的場景時，會讓觀眾感到不適、難以入戲，相較之下，李侑菲演出相對出色，因此遭質疑「選角錯誤」。

### 收視率
《7人的逃脫》於2023年9月15日在地上波SBS開播，首集在韓國錄得6.0%的收視率，分段收視最高達6.8%，位居同時段收視冠軍，但低於前一檔《災後調查日誌2》的開播收視（7.1%），也低於金順玉的上一部作品《Penthouse》的開播收視（9.2%）。
全國收視於9月23日播出的第4集創下自身最高收視7.7%，11月3日播出的第13集則收獲2.5%的20至49歲收視。自9月29日播出的第5集開始，本劇收視連續下滑5集，並於11月10日播出的第15集創下自身最低收視5.2%。第1季季終第17集獲得6.6%的收視率，並創下自身瞬間最高收視9.7%。
本劇自10月13日起，被MBC於同時段播映的金土劇《戀人》超越，但播出期間共有5次位居同時段收視冠軍。與其他同期戲劇相比，收視低於同屬地上波的KBS 2TV週末劇《孝心的家各自為生》與大河史劇《高麗契丹戰爭》、綜合編成頻道JTBC的土日劇《摸心第六感》與《大力女子姜南順》；但高於有線電視tvN的土日劇《阿斯達年代記：阿拉姆恩之劍》與《無人島的Diva》、ENA的土日特別企劃《惡人傳記》，以及綜合編成頻道MBN的週末迷你劇《完美的結婚公式》。不過，本劇一度於9月30日超越《摸心第六感》的收視率，並在9月第4週（18日至24日）以7.2%的週平均收視躋身地上波週間收視第4名，但也在11月11日被《無人島的Diva》超越。
| 季數 | 季數      | 每季集數 | 每季集數 | 每季集數 | 每季集數 | 每季集數 | 每季集數 | 每季集數 | 每季集數 | 每季集數 | 每季集數 | 每季集數 | 每季集數 | 每季集數 | 每季集數 | 每季集數 | 每季集數 | 每季集數 |
| 季數 | 季數      | 1        | 2        | 3        | 4        | 5        | 6        | 7        | 8        | 9        | 10       | 11       | 12       | 13       | 14       | 15       | 16       | 17       |
| ---- | --------- | -------- | -------- | -------- | -------- | -------- | -------- | -------- | -------- | -------- | -------- | -------- | -------- | -------- | -------- | -------- | -------- | -------- |
|      | 7人的逃脫 | 972      | 1183     | 1138     | 1310     | 1163     | 1374     | 1193     | 1145     | 1080     | 1120     | 975      | 1056     | 1337     | 1044     | 990      | 1025     | 1154     |
|      | 7人的復活 | 831      | 617      | 732      | 534      | 548      | 不適用   | 618      | 不適用   | 593      | 不適用   | 702      | 626      | 551      | 522      | 666      | 827      | –        |

| 總集數 | 集數 | 標題 | 播出日期       | 尼爾森全國收視率 | 尼爾森全國收視率 | 尼爾森首都圈收視率 | 尼爾森首都圈收視率 | TNMS全國收視率 |
| 總集數 | 集數 | 標題 | 播出日期       | 家庭戶比例       | 人數（百萬）     | 家庭戶比例         | 人數（百萬）       | TNMS全國收視率 |
| ------ | ---- | ---- | -------------- | ---------------- | ---------------- | ------------------ | ------------------ | -------------- |
| 1      | 1    |      | 2023年9月15日  | 6.0%             | 0.972            | 5.4%               | 0.581              | 5.1%           |
| 2      | 2    |      | 2023年9月16日  | 6.1%             | 1.183            | 6.3%               | 0.810              | 5.9%           |
| 3      | 3    |      | 2023年9月22日  | 6.7%             | 1.138            | 6.5%               | 0.742              | 5.6%           |
| 4      | 4    |      | 2023年9月23日  | 7.7%             | 1.310            | 7.3%               | 0.789              | 7.0%           |
| 5      | 5    |      | 2023年9月29日  | 5.6%             | 1.163            | 5.5%               | 0.749              | —              |
| 6      | 6    |      | 2023年9月30日  | 7.3%             | 1.374            | 7.0%               | 0.826              | 6.4%           |
| 7      | 7    |      | 2023年10月13日 | 6.8%             | 1.193            | 7.1%               | 0.788              | 6.2%           |
| 8      | 8    |      | 2023年10月14日 | 6.5%             | 1.145            | 6.5%               | 0.722              | 6.7%           |
| 9      | 9    |      | 2023年10月20日 | 6.0%             | 1.080            | 6.7%               | 0.728              | 5.4%           |
| 10     | 10   |      | 2023年10月21日 | 5.7%             | 1.120            | 5.9%               | 0.745              | —              |
| 11     | 11   |      | 2023年10月27日 | 5.3%             | 0.975            | 5.3%               | 0.634              | 4.8%           |
| 12     | 12   |      | 2023年10月28日 | 5.6%             | 1.056            | 5.8%               | 0.705              | —              |
| 13     | 13   |      | 2023年11月3日  | 7.2%             | 1.337            | 7.4%               | 0.869              | 5.9%           |
| 14     | 14   |      | 2023年11月4日  | 5.6%             | 1.044            | 5.7%               | 0.684              | —              |
| 15     | 15   |      | 2023年11月10日 | 5.2%             | 0.990            | 5.5%               | 0.670              | 4.7%           |
| 16     | 16   |      | 2023年11月11日 | 5.2%             | 1.025            | 5.3%               | 0.669              | —              |
| 17     | 17   |      | 2023年11月17日 | 6.6%             | 1.154            | 7.3%               | 0.766              | 5.27%          |

### 人氣
廣播通信委員會放送內容價值情報分析系統（RACOI）搜集媒體新聞與影片數，以及觀眾的貼文、留言與影片觀看數，分析電視劇的網路反應與演員提及量。《7人的逃脫》在開播的9月第2週中，黃正音、李侑菲、李準、尹鐘焄、趙胤熙、嚴基俊、申恩慶、趙在允分別位居整體電視劇演員提及量第4、6、9、10、12、13、14、16名。9月第3週，黃正音、李侑菲的排名分別上升至第2、4名，嚴基俊則在10月第3週上升至第5名。
| 月份   | 9 | 9  | 9  | 10 | 10 | 10 | 11 | 11 | 11 |
| 週次   | 2 | 3  | 4  | 2  | 3  | 4  | 1  | 2  | 3  |
| ------ | - | -- | -- | -- | -- | -- | -- | -- | -- |
| 李準   | 4 | 6  | 7  | 12 | 8  | 12 | 13 | 14 | 16 |
| 尹鐘焄 | 5 | 9  | 9  | 14 | 4  | 16 | 15 | 18 | 21 |
| 嚴基俊 | 7 | 10 | 5  | 7  | 3  | 8  | 6  | 13 | 14 |
| 趙在允 | 9 | 15 | 11 | 16 | 22 | 26 | 18 | 25 | 26 |

| 月份   | 9 | 9  | 9 | 10 | 10 | 10 | 11 | 11 | 11 |
| 週次   | 2 | 3  | 4 | 2  | 3  | 4  | 1  | 2  | 3  |
| ------ | - | -- | - | -- | -- | -- | -- | -- | -- |
| 黃正音 | 3 | 2  | 3 | 5  | 4  | 8  | 11 | 10 | 14 |
| 李侑菲 | 4 | 4  | 4 | 6  | 5  | 9  | 8  | 9  | 17 |
| 趙胤熙 | 6 | 12 | 9 | 7  | 8  | 20 | 14 | 20 | 19 |
| 申恩慶 | 7 | 10 | 6 | 6  | 6  | 19 | 18 | 17 | 18 |

### 獎項
| 獎項        | 日期           | 獎項                                  | 入圍者 | 結果 | 參      |
| ----------- | -------------- | ------------------------------------- | ------ | ---- | ------- |
| SBS演技大賞 | 2023年12月29日 | 迷你劇類型／動作部門 女子最優秀演技賞 | 黃正音 | 提名 | [ 174 ] |
| SBS演技大賞 | 2023年12月29日 | 迷你劇類型／動作部門 男子最優秀演技賞 | 嚴基俊 | 提名 | [ 174 ] |
| SBS演技大賞 | 2023年12月29日 | 迷你劇類型／動作部門 女子優秀演技賞   | 李侑菲 | 獲獎 | [ 174 ] |
| SBS演技大賞 | 2023年12月29日 | 迷你劇類型／動作部門 女子優秀演技賞   | 趙胤熙 | 提名 | [ 174 ] |
| SBS演技大賞 | 2023年12月29日 | 迷你劇類型／動作部門 男子優秀演技賞   | 李準   | 獲獎 | [ 174 ] |
| SBS演技大賞 | 2023年12月29日 | 迷你劇類型／動作部門 配角賞           | 尹泰榮 | 提名 | [ 174 ] |
| SBS演技大賞 | 2023年12月29日 | 新人演技賞                            | 金度勳 | 獲獎 | [ 174 ] |

### 爭議
《7人的逃脫》進行拍攝時，因劇組違規停放道具車在人行道上，而遭到民眾檢舉，製作公司綠蛇傳媒遂於2022年12月5日公開致歉。

## 外部連結
- 韓國SBS官方網站
- Daum上《7人的逃脫》的資料
- NAVER上《7人的逃脫》的資料

## 電視節目的變遷
| SBS 金土劇                                  | SBS 金土劇                                  | SBS 金土劇 |
| ------------------------------------------- | ------------------------------------------- | ---------- |
|                                             | 7人的逃脫 （2023年9月15日—2023年11月17日）  |            |
| 災後調查日誌2 （2023年8月4日—2023年9月9日） | 與惡魔有約 （2023年11月24日—2024年1月20日） |            |

| 臺灣 愛爾達影劇台 星期一至五 22:00 - 23:30 | 臺灣 愛爾達影劇台 星期一至五 22:00 - 23:30  | 臺灣 愛爾達影劇台 星期一至五 22:00 - 23:30 |
| ------------------------------------------ | ------------------------------------------- | ------------------------------------------ |
|                                            | 7人的逃脫 （2023年10月30日—2023年11月21日） |                                            |
| 戀人 （2023年10月16日—2023年10月27日）     | 戀人2 （2023年11月22日—2023年12月6日）      |                                            |

| 新加坡 HUB娛家戲劇台 星期六至日 21:45 - 23:00 | 新加坡 HUB娛家戲劇台 星期六至日 21:45 - 23:00 | 新加坡 HUB娛家戲劇台 星期六至日 21:45 - 23:00 |
| --------------------------------------------- | --------------------------------------------- | --------------------------------------------- |
|                                               | 7人的逃脫 （2024年2月10日—2024年4月6日）      |                                               |
| 偶然遇見的你 （2023年12月16日—2024年2月4日）  | —                                             |                                               |

| 香港 Viu 頻道 星期一至五 22:00 - 23:00               | 香港 Viu 頻道 星期一至五 22:00 - 23:00    | 香港 Viu 頻道 星期一至五 22:00 - 23:00    |
| ---------------------------------------------------- | ----------------------------------------- | ----------------------------------------- |
|                                                      | 7人的逃脫 （2024年6月11日—2024年7月18日） |                                           |
| 純情拳擊手 （2024年5月24日—2024年6月10日）           | 戀人 （2024年7月19日—2024年9月4日）       |                                           |
| 香港 ViuTV 星期二至六（星期一至五深夜）00:00 - 01:00 |                                           |                                           |
| 誘餌 （2025年1月7日－2025年1月25日）                 | 7人的逃脫 （2025年2月4日—2025年3月13日）  | 7人的復活 （2025年3月14日—2025年4月16日） |